# Kaabong
Kaabong is de hoofdplaats van het district Kaabong in het noorden van Oeganda.
Kaabong telt ongeveer 11.000 inwoners.